# 山岸隼
山岸 隼（やまぎし じゅん、1999年8月3日 - ）は、日本の男子バレーボール選手である。

## 来歴
長野県長野市出身。中学1年生からバレーボールを始める。
東山高等学校、中央大学を経て、2021/22シーズン、V.LEAGUE DIVISION1 MEN（V1男子）に所属するVC長野トライデンツの内定選手となった。内定選手としてV1の試合に出場し、Vリーグデビューを果たした。
2022年、大学卒業後に、VC長野トライデンツに入団となったが、同年、ヴォレアス北海道に移籍した。

## 所属チーム
- 東山高等学校（2015-2018年）
- 中央大学（2018-2022年）
  - VC長野トライデンツ（2021-2022年）
- ヴォレアス北海道（2022年-）